# AirTran Airways

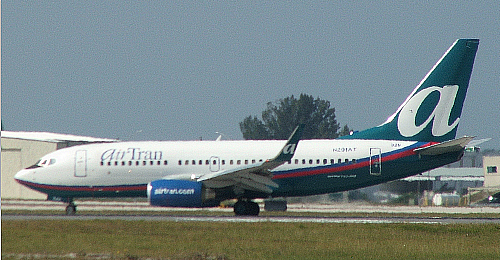
Boeing 737-700 авіакомпанії AirTran Airways Міжнародному аеропорту Сарасота/Брейдентон

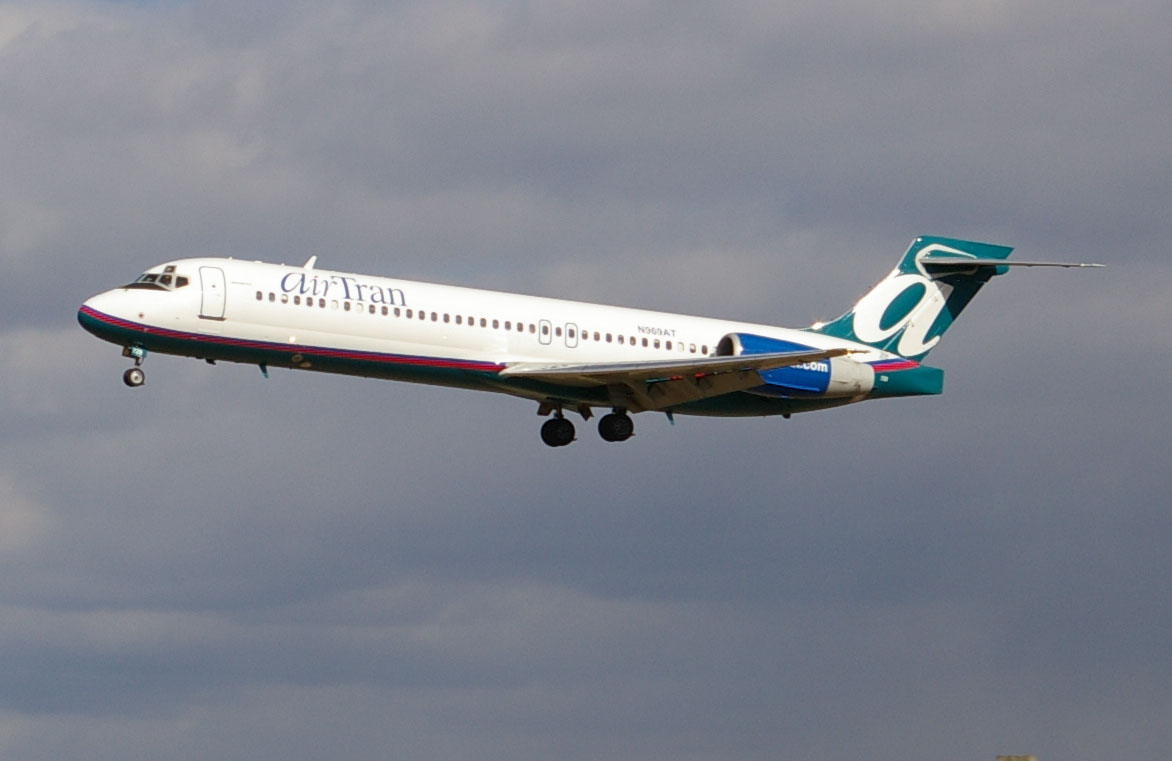
Boeing 717-200 авіакомпанії AirTran Airways в новій лівреї, захід на посадку в Міжнародному аеропорту Балтімор/Вашингтон

AirTran Airways — бюджетна авіакомпанія Сполучених Штатів Америки зі штаб-квартирою в місті Орландо (Флорида, США), що є дочірнім підприємством авіаційного холдингу AirTran Holdings.
AirTran Airways виконує щоденно більше 1000 регулярних рейсів більшою частиною в аеропорти міст Середнього Заходу і східної частини США. Головними транзитними вузлами (хабами) авіакомпанії є Міжнародний аеропорт Хартсфілд-Джексон Атланта (понад 270 щоденних рейсів) і Міжнародний аеропорт Орландо, вторинні хаби перевізника знаходяться в Міжнародному аеропорту Балтімор/Вашингтон і заявленому 6 квітня 2010 року в ролі транзитного вузла Міжнародного аеропорту імені генерала Мітчелла в Мілвокі.
Авіакомпанія AirTran Airways є найбільшим у світі оператором літаків Boeing 717-200.

## Історія

### Ранній період
В 1992 році в США була заснована бюджетна авіакомпанія ValuJet Airlines, керуючий корпус якої склала група з збанкрутілого авіаперевізника Southern Airways, а льотний і технічний персонал — з колишньої магістральної авіакомпанії Eastern Air Lines.
26 жовтня 1993 року ValuJet Airlines розпочала виконання комерційних рейсів з Міжнародного аеропорту Хартсфілд-Джексон (Атланта) в Міжнародний аеропорт Тампа. На той момент повітряний флот перевізника становили два літака Douglas DC-9, придбані у магістральної авіакомпанії Delta Air Lines. Майже через вісім місяців, навесні 1994 року маршрутна мережа ValuJet Airlines включала в себе регулярні рейси з Атланти в три аеропорту штату Флорида. В квітні 1994 року авіакомпанія пройшла процедуру акціонування власності, розмістивши свої акції на фондовій біржі NASDAQ під префіксом «VJET».
Наприкінці 1995 року ValuJet Airlines розмістила замовлення на нові літаки MD-95 авіабудівної корпорації McDonnell Douglas, в даний час відомі під маркою Boeing 717. При цьому, компанія взяла активну участь у розробці та випробуваннях нового лайнера, ставши наймолодшою авіакомпанією в історії, яка виступила в цих амплуа. За підсумками 1995 року ValuJet увійшла в список «Georgia 100» першої сотні комерційних компаній штату Джорджія за версією журналу «Atlanta Journal-Constitution», отримавши досить високий показник чистого прибутку в 65 млн доларів США при операційних доходах у 367 млн доларів за рік.
Авіакомпанія Conquest Sun була заснована в 1994 році авіаційним холдингом AirTran Corporation, до складу якого входила регіональна авіакомпанія Mesaba Airlines зі штаб-квартирою в Міннеаполісі (штат Міннесота), яка здійснювала регулярні пасажирські перевезення зі своїх головних хабів в Міннеаполісі і Детройті під торговою маркою Northwest Airlink. Conquest Sun кілька місяців виконувала рейси на двох літаках Boeing 737, а наприкінці 1994 року змінила свою назву на AirTran Airways, при цьому початковий штат компанії аналогічно ValuJet Airlines був укомплектований співробітниками збанкрутілої авіакомпанії Eastern Air Lines. На початку 1995 року AirTran Airways перенесла свою штаб-квартиру в Орландо (Флорида). Протягом року повітряний флот авіакомпанії зріс до 11 літаків Boeing 737, а маршрутна мережа дискаунтера розширилася на 24 аеропорту міста Середнього Заходу і східної частини США. У тому ж році AirTran Airways виділилася з холдингу AirTran Corporation і утворила власний авіаційний холдинг Airways Corporation.
10 липня 1997 року керуюча компанія «ValuJet, Inc.», у склад якої входила авіакомпанія ValuJet Airlines, оголосила про наміри придбати авіаційний холдинг «Airways Corporation, Inc.» з планованим завершенням операції 17 листопада 1997 року.
24 вересня 1997 року авіакомпанія ValuJet Airlines змінила свою назву на AirTran Airlines, в результаті чого протягом кількох місяців на ринку пасажирських перевезень США працювали дві незалежні авіакомпанії зі схожими назвами «AirTran». При цьому, компанія AirTran Airlines холдингу ValuJet, Inc. обслуговувала власну маршрутну мережу з концентратором перевезень в Атланті, а AirTran Airways — маршрутну мережу з хабом в Орландо. 17 листопада 1997 року холдинг ValuJet Inc. поглинув інший холдинг Airways Inc., в результаті чого була утворена нова холдингова компанія AirTran Holdings Inc.. Влітку наступного року обидві авіакомпанії завершили злиття один з одним, інтегрувавши обидві маршрутні мережі в єдине ціле, об'єднаний перевізник отримав назву AirTran Airways і єдиний сертифікат експлуатанта Федерального управління цивільної авіації США. Головний концентратор при цьому був залишений в Міжнародному аеропорту Атланти, а штаб-квартира — у Міжнародному аеропорту Орландо.
У січні 1999 року кермо правління в авіакомпанії перейшли до колишнього ветерану Eastern Air Lines Джою Леонарду і раніше працівникові авіакомпанії US Airways Роберту Форнаро. 15 серпня 2001 року авіаційний холдинг AirTran Holdings Inc. пройшов процедуру акціонування, розмістивши свої акції на Нью-Йоркській фондовій біржі під префіксом «AAI». У листопаді 2007 року Роберт Форнаро отримав посаду генерального директора авіакомпанії і був призначений президентом авіахолдингу AirTran Holdings Inc. Джой Леонард залишався головою ради директорів холдингу аж до червня 2008 року, після його відходу у відставку посаду голови також перейшов до Роберту Форнаро.
В авіакомпанії AirTran Airways працює понад 9 тисяч співробітників. Щорічно літаками компанії перевозяться понад 20 мільйонів осіб.

### Після злиття

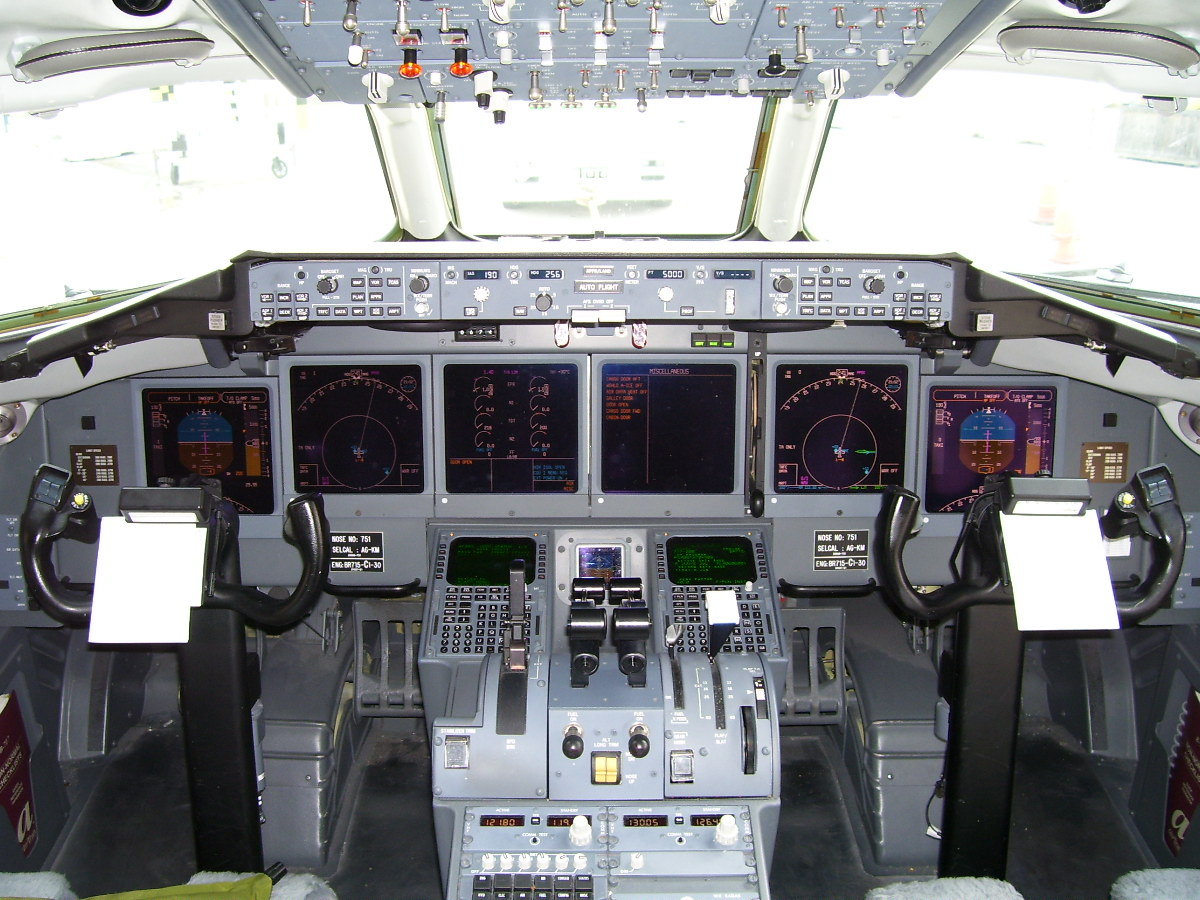
Кокпіт лайнера Boeing 717-200

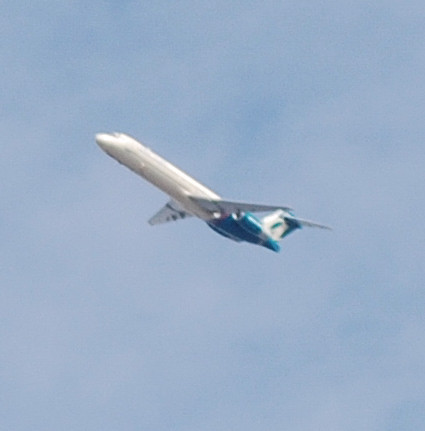
Boeing 717-200 AirTran Airways після зльоту

1 липня 2003 року AirTran Airways розмістила замовлення на 100 літаків Boeing 737. У жовтні того ж року авіакомпанія відкрила регулярні рейси в Національний аеропорт Вашингтон імені Рональда Рейгана, а в наступному місяці — у Міжнародний аеропорт Сан-Франциско.
5 січня 2004 року авіакомпанія остаточно вивела з експлуатації лайнери Douglas DC-9, залишивши у власному повітряному флоті близько 70 літаків Boeing 717. Перший Boeing 737 вступив до перевізника у червні 2004 року з авіакомпанії Ryan International Airlines. У тому ж році керівництво AirTran Airways спробувало істотно розширити операційну діяльність у Міжнародному аеропорту Чикаго Мідуей, подавши заявку на придбання прав на використання 14 гейтів в зоні виходу на посадку у бюджетній авіакомпанії ATA Airlines. В результаті торгів право на гейти відійшли іншої авіакомпанії-дискаунтера Southwest Airlines, яка запропонувала найвищу ціну на аукціоні.
23 травня 2006 року AirTran Airways отримав один з двох останніх випущених літаків Boeing 717, другий лайнер прийняла інша авіакомпанія Midwest Airlines.

### Сучасний період
Як систему розваг пасажирів на борту AirTran Airways пропонує сервіс стоканального супутникового радіомовлення XM (XM Satellite Radio) як у салонах бізнес-класу, так і в салонах економічного класу на всіх регулярних рейсах. У червні 2007 року авіакомпанія ввела додаткову послугу, за якою пасажир за 6 доларів США може отримати місце на рейсі на вибір у ілюмінатора або біля проходу, а за 20 доларів — місце в ряду пасажирських крісел біля аварійного виходу (з розширеною площею для ніг і речей).
12 травня 2009 року керівництво AirTran Airways оголосила про плановане оснащенні всіх літаків авіакомпанії сервісом бездротового доступу в інтернет Wi-Fi. Роботи по даному проекту були завершені наприкінці 2009 року.
У листопада 2006 року AirTran Airways уклала партнерську угоду з іншою американською авіакомпанією-дискаунтером Frontier Airlines, згідно з яким пасажири — члени бонусних програм заохочення часто літаючих пасажирів «A+ Rewards» і «EarlyReturns» обох авіакомпаній могли заробляти призові милі одночасно в двох програмах незалежно від того, рейсами одного або другого перевізника були здійснені польоти. Дана партнерська схема називається програмою «взаємного доповнення» на відміну від іншого, так само широко поширеної схеми «взаємного погашення миль». Крім цього, обидві авіакомпанії досягли домовленості про направлення у разі потреби власних клієнтів на регулярні рейси свого партнера.

## Маршрутна мережа
AirTran Airways виконує рейси в понад 70 пунктів призначення в Сполучених Штатах Америки, Мексики і країнах Карибського басейну.

## Флот
Авіакомпанія AirTran Airways експлуатує наймолодший повітряний флот літаків концерну Boeing серед всіх авіакомпаній світу. Станом на 30 червня 2009 року парк літаків авіакомпанії становили 138 літаків:
Станом на серпень 2009 року середній вік повітряного флоту авіакомпанії AirTran Airways становив 6 років.

### Виведені з експлуатації
- Airbus A320-200 — передані в авіакомпанію Ryan International Airlines
- Boeing 737-200
- McDonnell Douglas DC-9-32
- CRJ-200 — передані в авіакомпанію Air Wisconsin.

## Розвиток авіакомпанії

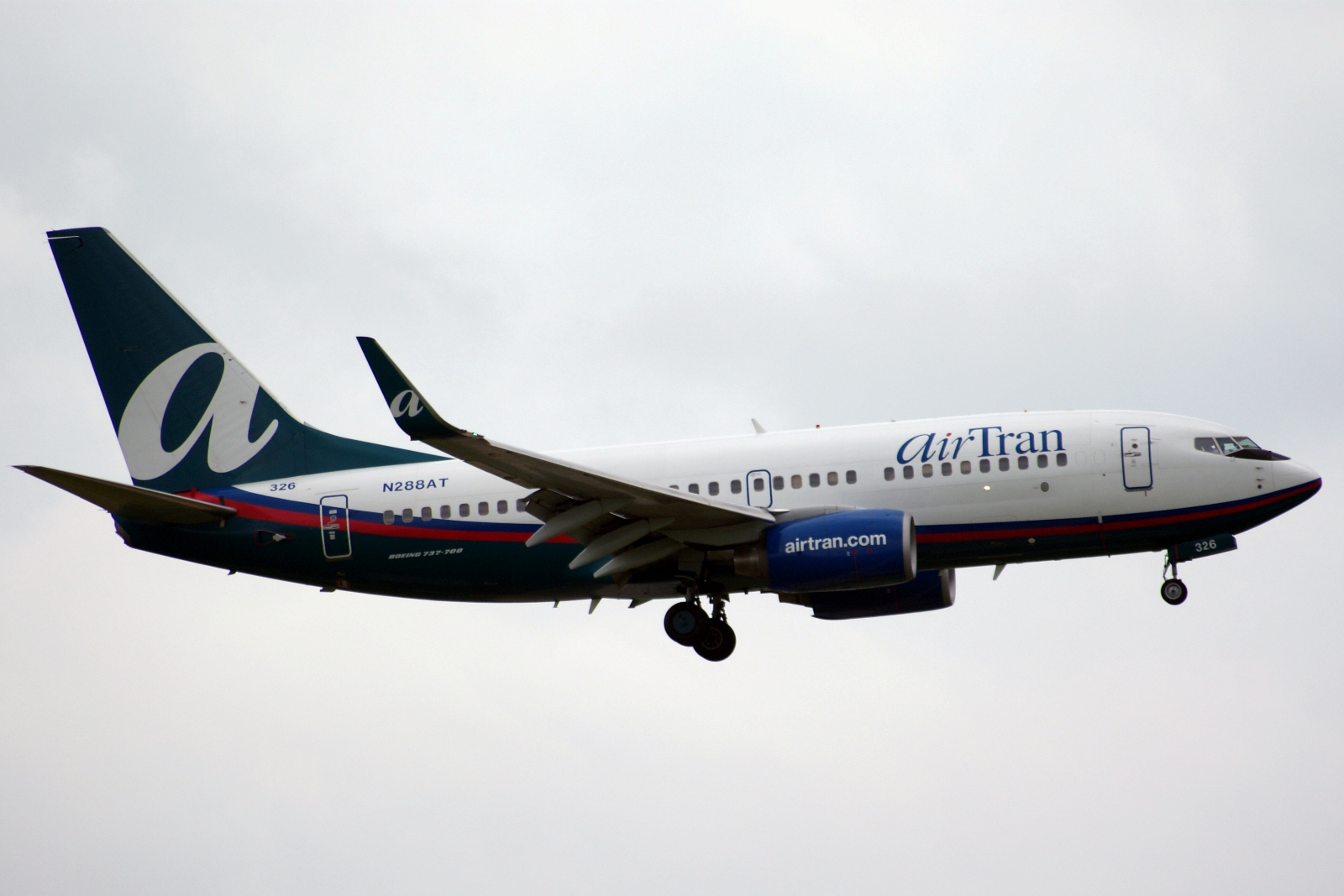
Boeing 737-7BD авіакомпанії AirTran Airways в заході на посадку

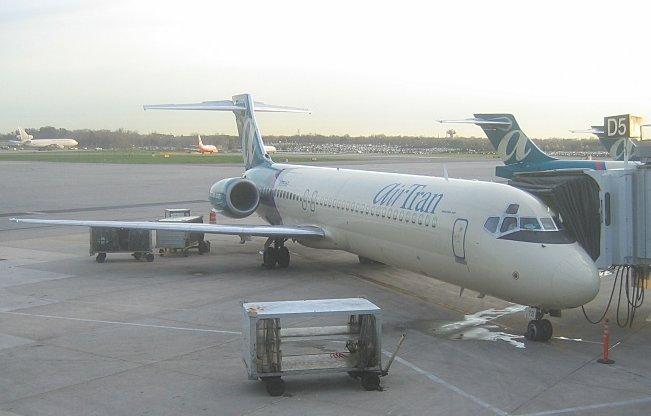
Boeing 717-200 в Міжнародному аеропорту Балтімор/Вашингтон

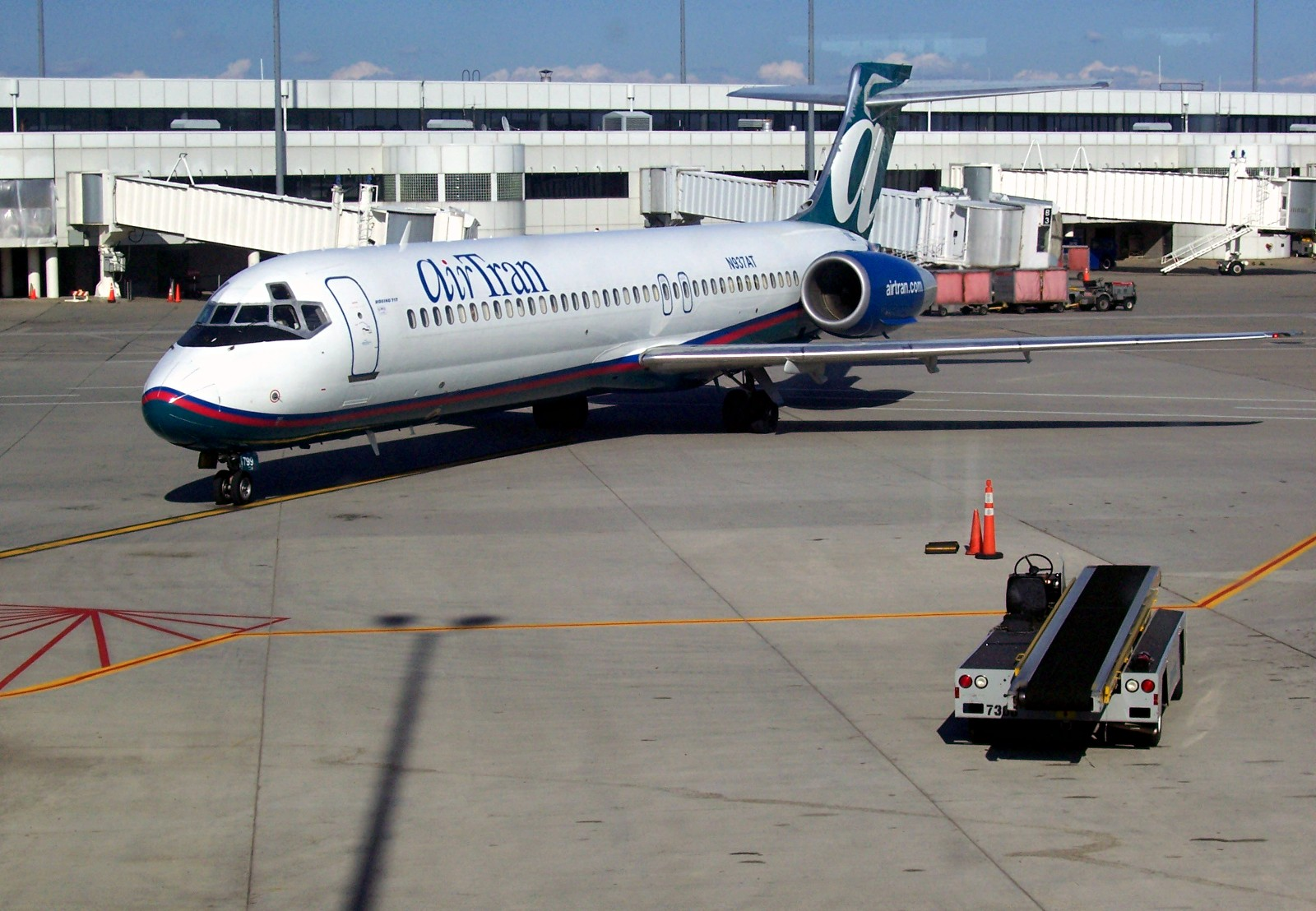
Boeing 717-200 AirTran Airways в Міжнародному аеропорту Великий Рочестер (Гейт A2) після прибуття з Міжнародного аеропорту Балтімор/Вашингтон. Червень 2009 року

У червні 2005 року авіакомпанія оголосила про наміри відкрити регулярні рейси з Атланти в Міжнародний аеропорт Тампа і Міжнародний аеропорт Канкун в Мексиці. Проте, відкриття обох маршрутів були відкладені через наслідків проходження урагану Вілма. 28 листопада 2006 року AirTran Airways анонсувала новий регулярний рейс з Атланти і Міжнародний аеропорт Фенікс Скай-Харбор, перший політ по даному напрямку був здійснений 15 лютого 2007 року.
10 січня 2007 року авіакомпанія початку виконання рейсів з Атланти в Міжнародний аеропорт Дейтона-Біч і Міжнародний аеропорт імені Стюарта в Ньюбургу на літаках Boeing 717, обидва маршруту в подальшому були скасовані. 8 травня 2007 року компанія отримала дозвіл на відкриття регулярного маршруту з Атланти в Міжнародний аеропорт Сент-Луїс, а 24 травня — в Міжнародний аеропорт Сан-Дієго. 22 лютого того ж року AirTran Airways оголосила про відкриття ще одного регулярного маршруту з концентратора в Атланті в Міжнародний аеропорт, Чарльстон (штат Південна Кароліна), а через п'ять днів — про відкриття рейсів з Балтімора і Орландо в Міжнародний аеропорт Портленд (штат Мен).
7 червня 2008 року авіакомпанія запустила щоденні безпосадочні рейси з Атланти в Міжнародний аеропорт Сан-Антоніо, 21 травня 2008 року — у Берлінгтон (штат Вермонт) і рейси три рази в тиждень в Міжнародний аеропорт Балтимор/Вашингтон. У вересні того ж року AirTran Airways оголосив про відкриття маршрутів в Колумбус (штат Огайо) і Гаррісберг (штат Пенсільванія).
Після відмови бюджетної авіакомпанії Air Midwest увійти в єдиний авіаційний холдинг, AirTran Airways розгорнула широку конкуренцію з даним перевізником, в межах чого в даний час компанія розвиває власну маршрутну мережу з вторинного концентратора в Міжнародному аеропорту Мілвокі імені генерала Мітчелла. На початку 2009 року AirTran отримала ще два власних виходу на посадку в аеропорту Мілвокі, довівши кількість своїх гейтів в цьому аеропорту до чотирьох одиниць, у квітні того ж року кількість гейтів компанії збільшилася до шести, а в січні 2010 року їх кількість становила вже десять одиниць в конкорсі C аеропорту.
У травні 2010 року AirTran Airways почне виконання безпосадкових рейсів з Міжнародного аеропорту імені Джеральда Р. Форда (Гренд-Репідс, штат Мічиган) і Міжнародного аеропорту Хантсвілл (штат Алабама) в аеропорти Орландо і Балтімора.

### Угоди
У грудні 2006 року керівництво AirTran Airways оголосило про невдалої операції з придбання авіаційного холдингу Midwest Air Group, який володіє іншою авіакомпанією-дискаунтером Midwest Airlines.
12 серпня 2007 року авіакомпанія заявила про закінчення терміну власного пропозиції з купівлі Midwest Airlines внаслідок того, що холдинг Midwest швидше всього буде придбано інвестиційною групою TPG Capital у партнерстві з магістральної авіакомпанією США Northwest Airlines за більш високу ціну, ніж було запропоновано холдингом AirTran Holdings. Незважаючи на цю заяву, два дні потому AirTran підвищило ціну своєї пропозиції до ціни, еквівалентної 16,25 доларів США за одну акцію Midwest проти пропозиції TPG Capital у 16 доларів за акцію. На наступний день TPG підняло вартість покупки до суми, еквівалентної 17 доларів за кожну акцію і остаточна угода відбулася пізно ввечері 16 серпня 2007 року.

### Інцидент з пасажирами-мусульманами
1 січня 2009 року співробітники авіакомпанії AirTran Airways затримали на борту літака дев'ятьох пасажирів-мусульман, включаючи трьох дітей, і передали їх співробітників Федерального бюро розслідувань США. Інцидент виник після того, як один з чоловіків даної групи спеціально вибирав місце поруч з двигуном лайнера і цікавився у іншого, де знаходиться найбільш безпечне місце в літаку. Незважаючи на те, що ФБР перевірило всю групу і визначило подію, як «явне непорозуміння», авіакомпанія відмовилася посадити затриманих пасажирів на інший рейс, тим самим змусивши їх придбати в останню хвилини квитки на рейс іншого перевізника, причому знову ж таки з допомогою співробітників ФБР.
Офіційний представник AirTran Airways заявив, що авіакомпанія не має намір відшкодовувати вартість авіаквитків дев'ятьом пасажирам і не збирається оплачувати квитки, придбані у іншого перевізника, а також той факт, що затримання пасажирів ніяк не пов'язано з їх зовнішнім виглядом (традиційні бороди у чоловіків і хустки у жінок). На наступний день дана подія отримало широке висвітлення в засобах масової інформації, після чого керівництво AirTran Airways змінила свою позицію, принесла публічне вибачення постраждалим пасажирам і компенсувала всі витрати, які вони понесли в результаті інциденту.

## Салони літаків
Пасажирські салони всіх літаків авіакомпанії AirTran Airways скомплектовані в двокласній конфігурації — салон бізнес-класу і салону економічного класу. Всі пасажирські місця обладнані роз'ємами стоканального супутникового радіомовлення XM (XM Satellite Radio), також на борту доступна послуга бездротового доступу в Інтернет Wi-Fi, сервіс якої надає оператор Aircell.
Салон бізнес-класу має три ряди з номерами від 1 до 3, далі нумерація пропущена аж до десятого ряду, з якого починається салону економічного класу і в якому через синдроми забобони також пропущено ряд з номером 13. З 2009 року авіакомпанія ввела на декількох рейсах програму «Sky Bites», в рамках якої пасажири мали можливість придбати різні страви і напої на додаток до традиційними безкоштовним закусок, напоїв і коктейлів, пропонованих у польоті. З вересня того ж року авіакомпанія припинила сервіс Sky Bites, повернувшись до колишнього стандартного бортпитанию. Алкогольні напої на рейсах AirTran Airways в бізнес-класі безкоштовні, в економічному класі алкоголь доступний за окрему плату.

## Авіаподії і нещасні випадки
Після злиття авіакомпанії ValuJet Airlines і AirTran з літаками AirTran Airways сталося кілька аварійних ситуацій без людських жертв.
- 7 травня 1998 року, рейс 428. Літак Douglas DC-9-32 при проходженні району Калхун (штат Джорджія) потрапив у складні метеорологічні умови і сильну турбулентність, в результаті чого один пасажир і бортпровідниця отримали серйозні травми. У процесі розслідування з'ясувалося, що командир корабля до цього польоту двічі потрапляв у подібні інциденти внаслідок слабких знань і навичок в аналізі погодних карт. Комісія також вказала на відсутність адекватної підготовки льотного складу авіакомпанії в частині польотів у складних метеорологічних умовах і наказала проводити регулярну роботу по попередженню пілотами бортпровідників про наближення літаків до зон турбулентності[18].
- 1 листопада 1998 року, рейс 867. Літак Boeing 737-200 після приземлення викотився за межі злітно-посадокової смуги і зупинився основними стійками шасі в кюветі. 13 людей отримали легкі травми. Інцидент стався через помилки технічного персоналу ремонту гідравлічної системи приводу шасі, в результаті чого в процесі пробігу літака по смузі передня стійка шасі повернулася на 90 градусів, викликавши некерований рух лайнера за межі ЗПС[19].
- 26 березня 2003 року, рейс 356. Boeing 717-200 здійснив аварійну посадку після помилкового спрацьовування датчиків задимлення в електропроводці. Постраждало 23 особи на борту, в тому числі один чоловік отримав важкі травми[20].
- 13 липня 2004 року, під час зльоту з Атланти у літака Airbus A320-232 відірвався кожух двигуна, сам двигун залишився в робочому стані. Літак здійснив аварійну посадку в тому ж аеропорту. Ніхто з 104 пасажирів і 6 членів екіпажу не постраждали. Причиною інциденту стала помилка співробітників компанії технічного обслуговування, не закріпили капот двигуна перед польотом.[21][22]